# Idiocerus bilituratus
Idiocerus bilituratus är en insektsart som beskrevs av Dubovsky 1966. Idiocerus bilituratus ingår i släktet Idiocerus och familjen dvärgstritar. Inga underarter finns listade i Catalogue of Life.